# قناة زاكروس الفضائية
قناة زاگروس الفضائية (بالإنجليزية: Zagros TV) هي قناة فضائية العراقية تبث باللغة العربية و اللغة الكردية. أسست بالعراق في عام 2007. ويقع مقرها في أربيل.
أخذت القناة اسمها من جبال زاغروس.

## وصلة خارجية
- الموقع الرسمي